# Bernard Ezi IV.
Bernard Ezi IV. (ili Bernard Aiz; fr. Bernadetz; ? — 1358. ili kasnije) bio je francuski plemić, lord Albreta (fr. Seigneur d’Albret; 1324. — 1358.); sin lorda Amanieua VIII. i njegove supruge, Rose de Bourg, dame Verteuila i Veyresa (? — nakon 6. lipnja 1326.).
God. 1311., Bernard je oženio Izabelu od Girondea (fr. Isabeau), kćer Arnauda od Girondea i njegove supruge, gospe Talese de Caumont. Izabela je dala sastaviti oporuku 1318.; te je godine i umrla u rujnu. Ona i Bernard nisu imali djece. Bernard je nakon njezine smrti, 1321., oženio Martu od Armagnaca, kćer grofa Bernarda VI. od Armagnaca. Marta je umrla 1364.; ovo su njena djeca s Bernardom:
- Arnaud-Amanieu, očev nasljednik, muž Margarete Burbonske
- Bernard Aiz
- Ivana, supruga Ivana Jourdaina I. od l’Isle-Jourdaina
- Ivan (napravio sporazum s francuskim kraljem Karlom V.)[3]
- Bernard, muž Helene de Caumont, kćeri Aleksandra de Caumonta i njegove žene, Blanke de la Mothe
- Gerard
- sin
- Rose
- Souveraine?
- Margareta?
- Cise?
- Geraude?

Kad je 1330. godine kralj Engleske Edvard III. poslao svoje ljude u Gaskonju, Bernard je pokušao dogovoriti brak svom najstarijem sinu s kćerju Edmunda od Woodstocka, ali nije uspio. Ipak, Bernard je tom prilikom dobio novca i zemlje. 
Bernarda je naslijedio njegov najstariji sin.